# Pico Agero
El pico Agero  o Cueto de la Jontaniella (nombre del vértice geodésico existente en la cima)  es una de las cumbres de la sierra de Monte Argero-Parijocao, de 1352 m s. n. m., en el municipio cántabro de Cillorigo de Liébana (España). Su vertiente suroriental ha sido erosionada por el río Deva, que abríéndose paso entre la roca caliza del macizo de Ándara, formó el desfiladero de la Hermida.
Se accede a la cumbre partiendo del pueblo de Cabañes, desde el que se toma el camino de Bejes. Tras unos 2500 m de camino, se llega a la majada de La Prada, de la que sale un sendero hacia el norte y que lleva hasta la cumbre.